# Bladee
Benjamin Reichwald (Stockholm, 9 april 1994), beter bekend onder zijn artiestennaam Bladee, is een Zweedse rapper, modeontwerper en lid van hiphopcollectief Drain Gang. Reichwalds muziekstijl wordt gekenmerkt door hevig gebruik van Auto-Tune en een mix van trap, alternatieve R&B en cloudrap. Hij is bekend geworden door zijn samenwerkingen en optredens met rapper Yung Lean.
In 2016 bracht hij zijn debuutalbum Eversince uit, gevolgd door een tweede album Red Light in 2018. Beide albums bracht hij uit onder het label YEAR0001. In 2020 volgden de albums Exeter en 333, en daarna The Fool in 2021, allen uitgebracht onder hetzelfde label.
Naast muziek maakt Bladee ook beeldende kunst, die hij vaak gebruikt als omslagillustratie voor zijn singles en albums. In 2021 vond een eerste solo exhibitie met schilderijen van Bladee in The Residence Gallery in Londen plaats, getiteld Real Sprin9. Ook ontwerpt hij kleding voor Yung Lean's collectief Sad Boys. In September 2021 kondigde YEAR0001 een door Bladee ontworpen collectie aan in samenwerking met Zweeds-Amerikaans modemerk GANT, getiteld “Drain Gang for Gant”.

## Discografie[4]

### Studioalbums
- Eversince (2016)
- Red Light (2018)
- 333 (2020)
- The Fool (2021)
- Spiderr (2022)
- Cold Visions (2024)

### Gezamenlijke projecten
- GTBSG Compilation (met Thaiboy Digital en Ecco2k, 2013)
- AvP (met Thaiboy Digital, 2016)
- D&G (met Thaiboy Digital en Ecco2k, 2017)
- Vanilla Sky (met Ecco2k, 2019)
- Trash Island (met Thaiboy Digital en Ecco2k, 2019)
- Good luck (met Mechatok, 2020)
- Crest (met Ecco2k, 2022)
- Psykos (met Yung Lean, 2024)

### Mixtapes
- Gluee (2014)
- Working on Dying (2017)
- Icedancer (2018)
- Exeter (2020)

### Ep's
- Rip Bladee (2016)
- Plastic Surgery (2017)
- Sunset in Silver City (2018)
- Exile (2018)
- Vanilla Sky (2019)

### Singles
- Dragonfly (2014)
- Into Dust (2014)
- Who Goes There (2016)
- Destroy Me (2017)
- Gotham City (met Yung Lean, 2017)
- Decay (2018)
- Sesame Street (2018)
- I Chose To Be This Way (2018)
- Red Velvet (met Yung Lean, 2019)
- Trash Star (2019)
- Apple (2019)
- Be Nice To Me (2019)
- Girls just want to have fun (met Ecco2k, 2020)
- Undergone (met Ssaliva, 2020)